# イルマ・P・ホール
イルマ・P・ホール（Irma P. Hall、1935年6月3日 - ）は、アメリカ合衆国テキサス州ボーモント生まれの女優である。

## 来歴
テキサス州に生まれる。父親のジョゼフィン・ホールはサックス奏者だった。高校を卒業後はアイオワ州にある大学へ進学する。映画デビューは38歳。それまでの20年間は学校で英語と外国語の教師をしていた。ある時、詩の朗読をしている彼女を見た映画プロデューサーがラブコールを送り、1973年にインディーズ映画「Book of Numbers」で女優としてのキャリアをスタート。
それからも女優として舞台や映画、テレビなどに出演するがなかなか注目には至らなかった。しかし1996年に出演した「ファミリー/再会のとき」でシカゴ映画祭とカンザスシティー映画祭にて、助演女優賞を獲得。その時あたりから批評家や観衆にも認知され始める。2000年に入ると、彼女は多くのメジャー作品へ出演する。
コーエン兄弟監督の「マダムと泥棒」のリメイク作品、「レディ・キラーズ」ではトム・ハンクス演じる大学教授率いる強盗団に地下室を貸すマンソン婦人をユーモラスに演じて、見事カンヌ国際映画祭の審査員賞を獲得した。その後出演したトム・クルーズ主演の「コラテラル」では同作品にてアカデミー助演男優賞にノミネートされたジェイミー・フォックスの母親役を演じている。

### 私生活
「レディ・キラーズ」の公開前、彼女はシカゴで自動車事故を起こして重傷を負っている。猛吹雪と寒波が原因だったのだが、その事故で大手術を受けた。しかし現在は回復し。現在もドラマ、映画と活躍中。
現在はテキサス州ダラス在住で子供が二人いる。

## 出演作品

### 映画
- Book of Numbers (1973)
- ダラス・カウボーイズ・チア・リーダー Dallas Cowboys Cheerleaders (1979)
- On Valentine's Day On Valentine's Day (1986)
- バックドラフト Backdraft (1991)
- 夢を生きた男/ザ・ベーブ The Babe (1992)
- モー・マネー Mo' Money (1992)
- ファミリー/再会のとき A Family Thing (1996)
- バディ Buddy (1997)
- ナッシング・トゥ・ルーズ Nothing to Lose (1997)
- ソウルフード Soul Food (1997)
- 真夜中のサバナ Midnight in the Garden of Good and Evil (1997)
- パッチ・アダムス Patch Adams (1998)
- 9デイズ Bad Company (2002)
- レディ・キラーズ The Ladykillers (2004)
- コラテラル Collateral (2004)
- Meet the Browns (2008)
- バッド・ルーテナント Bad Lieutenant: Port of Call New Orleans (2009)
- 狂気の行方 My Son, My Son, What Have Ye Done (2009)

### テレビドラマ
- ダラス Dallas (1978 - 1984)
- ソウルフード Soul Food (2000 - 2002)
- セブンスヘブン 7th Heaven (2010)
- ハリーズ・ロー 裏通り法律事務所 Harry's Law (2011)
- LAW & ORDER:性犯罪特捜班 Law & Order: Special Victims Unit (2011)
- シカゴ・ファイアー Chicago Fire (2012)